# Aurelino Leal
Aurelino Leal es un municipio brasileño situado en el estado de Bahía. Tiene una población estimada, a fines de 2022, de 11 782 habitantes.